# 칸톤
칸톤(독일어: Canton) 또는 캉통(프랑스어: Canton)은 국가를 구획하는 행정 구역의 유형 중 하나이다.
일반적으로 칸톤은 군, 도 등의 다른 행정구역에 비해 면적과 인구면에서 상대적으로 작다. 국제적으로 가장 정치적으로 중요한 칸톤은 스위스 칸톤이다.
이 용어는 "모퉁이" 또는 "지역"을 의미하는 프랑스어 단어 canton에서 파생된다.

## 목록
- 스위스의 주
- 프랑스의 캉통